# Confederazione italiana agricoltori
Cia-Agricoltori Italiani è un'associazione di categoria, laica, senza schieramento politico, operante in Italia, di imprenditori agricoli, di coltivatori diretti, dei coloni e mezzadri, dei contadini in affitto ("fittavoli") italiani.

## Storia
È stata fondata nel 1977 con il nome di Confederazione italiana coltivatori (CIC), partendo dalla fusione di alcune organizzazioni già esistenti di rappresentanza del mondo agricolo: l'Alleanza contadini, la Federmezzadri (emanazione della CGIL) e l'Unione coltivatori italiani. Il consiglio generale elesse presidente, per acclamazione, Giuseppe Avolio.
Nel 1992, in occasione del quinto congresso il nome è stato cambiato in Confederazione italiana agricoltori, oggi Cia-Agricoltori Italiani. È presente in tutte le regioni e tutte le province d'Italia. Gli iscritti sono circa 900.000, 1/3 di imprenditori e i restanti 2/3 sono agricoltori subordinati o familiari degli imprenditori.
Dopo lo storico presidente Avolio, hanno guidato l'organizzazione: Massimo Pacetti (2000-2004); Giuseppe Politi (2004-2014); Secondo (Dino) Scanavino (2014-2022).
Oggi è presidente nazionale di Cia-Agricoltori Italiani, Cristiano Fini, imprenditore vitivinicolo modenese che sarà in carica per quattro anni.

## Agrinsieme
Cia-Agricoltori Italiani insieme a Confagricoltura, Aci e Legacoop-agroalimentare ha fondato Agrinsieme, coordinamento unico creato per dare una maggiore rappresentanza alle proprie aziende e cooperative, al quale si è aggiunta il 9 giugno 2015 anche l'Unione coltivatori. Il totale delle forze rappresenta il 30% del settore agricolo in Italia.

Agrinsieme, in seguito alle scelte di Confindustria si è dichiarata favorevole al progetto di riforma costituzionale Renzi-Boschi.